# Michał Hakman
Michał Hakman (właśc. Mechel Hakman) pseud. Mitek, Stary, Wacek, znany też jako Adolf Ungar-Weiser, (ur. 17 grudnia 1906 w Tyszowcach, zm. 10 listopada 1972 w Warszawie) – działacz komunistyczny, sekretarz Komitetu Okręgowego (KO) KPZU we Lwowie, Stryju i Drohobyczu, oficer Armii Polskiej w ZSRR, pułkownik ludowego Wojska Polskiego, MBP i MSW, dyrektor Departamentu Organizacji i Planowania MBP w latach 1953–1954, a reorganizacji Departamentu Zaopatrzenia MSW.

## Życiorys
Syn cieśli Abrahama poległego na froncie w roku 1915, brat Izraela i Joela-Izajasza, działaczy komunistycznych. Z zawodu stolarz. Od 1922 roku członek Związku Młodzieży Komunistycznej (ZMK), a od 1924 roku KPP. W lutym 1926 roku aresztowany i skazany na 3 lata więzienia za działalność komunistyczną, w lipcu 1928 roku zwolniony w wyniku amnestii. Od 1930 do grudnia 1935 roku ponownie więziony. Po zwolnieniu został sekretarzem okręgowym KPZU we Lwowie, Stryju i Drohobyczu. W styczniu 1938 roku aresztowany i skazany na 4 lata więzienia, uwolniony po wybuchu wojny we wrześniu 1939 roku. W latach 1939–1941 we Lwowie był wiceprzewodniczącym Rady Obwodowej Związków Zawodowych Pracowników Przemysłu Drzewnego. W latach 1941–1942 walczył w Armii Czerwonej. Od maja 1943 roku w 1 DP im. T. Kościuszki, ukończył szkołę oficerską i przeszedł szlak bojowy od Lenino do Warszawy. Od 16 kwietnia 1947 roku do 1948 roku dowódca 10 Katowickiego Oddziału Wojsk Ochrony Pogranicza w Gliwicach), w latach 1948–1950 dowódca 21 Brygady Ochrony Pogranicza w Gliwicach, a od 1950 roku do 30 czerwca 1953 roku 4 Brygady WOP w Gliwicach, następnie był w Ministerstwie Bezpieczeństwa Publicznego (MBP) na stanowisku Dyrektora Departamentu Organizacji i Planowania MBP w latach 1953–1954. Z dniem 17 grudnia 1954 roku przekazany do dyspozycji Ministerstwa Spraw Wewnętrznych. Po reorganizacji ministerstwa do 1964 roku jako dyrektor Departamentu Zaopatrzenia w MSW. Od 1964 roku w stanie spoczynku. 
Zmarł 10 listopada 1972 roku w Warszawie, został pochowany na Wojskowych Powązkach w Warszawie (kwatera B33-5-2).

## Odznaczenia
- Order Krzyża Grunwaldu III klasy
- Krzyż Kawalerski Orderu Odrodzenia Polski
- Krzyż Walecznych dwukrotnie.